# 孟尝 (东汉)
孟尝（？—？），字伯周，会稽上虞人，东汉时期地方官员。孟尝先后任会稽郡户曹吏、合浦郡太守等职务，为官清廉，深得百姓拥戴。

## 生平

### 早年
孟尝的曾祖父、祖父、父亲三代人，都为官至郡太守，为东汉朝廷效忠死节。孟尝自幼修行，成人后任郡内户曹史。

### 为民申冤
孟尝任小吏期间，上虞有寡妇辛苦赡养婆婆，直至婆婆病逝，之后被其小姑以“因厌倦赡养而下毒毒死婆婆”之名告到县衙门。县令未经调查就定罪。孟尝知其冤情，到郡太守处申冤辩屈，但太守没有理会。孟尝在太守府门外痛哭，称病辞官而去。寡妇最终冤死。此后上虞郡连续两年大旱，求雨无效。
新任太守殷丹到任后，寻访大旱缘由。孟尝禀报了寡妇冤死之情，并说：“从前东海郡有孝妇冤死，上天感应而致大旱，之后太守亲自祭孝妇墓，天立降大雨。现在应该惩处诬告者，澄清冤情，即可召来降雨。”
太守下令惩处诬告者，并亲自到寡妇坟前祭告。之后天降大雨，农田丰收。

### 合浦珠还
孟尝通过策孝廉，举茂才，升任徐县县令，后迁任交州合浦郡太守。
合浦郡不出产粮食，而沿海出产珍珠，由于与交趾郡相邻，双方经常通商交换粮食。孟尝的前任过度捕捞珍珠贝获取天然珍珠，导致珍珠贝资源枯竭，经济萧条，民不聊生。孟尝到任后，采取合理的开采模式，不到一年后，天然珍珠资源基本恢复。
之后孟尝的这一事迹演化为成语“珠还合浦”。

### 晚年
孟尝因病告老还乡，合浦郡官吏和民众攀爬他的马车挽留，后孟尝夜晚搭乘小船才离开。
孟尝回到上虞家乡种田养老，邻里士民仰慕其美德，搬到孟尝家附近与之为邻的不下一百户。
汉桓帝时期，尚书杨乔上书推荐孟尝为官，终未獲任用。孟尝在70岁时于家中病逝。

## 相关作品
唐王勃作《滕王阁序》：

孟尝高洁，空余报国之情；阮籍猖狂，岂效穷途之哭？

## 延伸阅读
[在维基数据编辑]
 《後漢書/卷76》，出自范晔《後漢書》